# R (album đĩa đơn)
R (cách điệu là -R-) là đĩa đơn đầu tay của nữ ca sĩ người Hàn Quốc gốc New Zealand  và là thành viên nhóm nhạc nữ Hàn Quốc Blackpink, Rosé. Album được phát hành vào ngày 12 tháng 3 năm 2021 bởi YG Entertainment và Interscope. Album bao gồm bài hát chủ đề "On the Ground" và ca khúc b-side "Gone" từng được biểu diễn trước đó tại The Show.

## Bối cảnh
Vào ngày 2 tháng 7 năm 2020, YG Entertainment đã thông báo rằng Rosé sẽ có màn ra mắt solo của cô vào năm 2020, sau khi full album tiếng Hàn đầu tiên của Blackpink được phát hành. Vào ngày 30 tháng 12 năm 2020, trong một bài phỏng vấn với truyền thông Hàn Quốc Osen, Rosé tiết lộ rằng cô sẽ bắt đầu ghi hình cho MV ra mắt của mình vào giữa tháng 1 năm 2021. Vào ngày 25 tháng 1 năm 2021, một đoạn teaser 33 giây với tựa đề "Coming Soon" được đăng tải trên trang YouTube chính thức của Blackpink và hé lộ một đoạn nhạc chưa được phát hành. YG Entertainment tiết lộ rằng cô ấy đã "hoàn thành tất cả quá trình quay MV cho ca khúc chủ đề của album solo vào giữa tháng 1", và việc phát hành sẽ "chắc chắn khác với phong cách âm nhạc thường thấy của Blackpink".
Ngay sau đó, đã có thông báo rằng Rosé sẽ trình diễn ca khúc có trong đoạn teaser, sau này được đặt tên là "Gone", tại concert online đầu tiên của Blackpink, "The Show" vào ngày 31 tháng 1 năm 2021.. Vào nhày 2 tháng 3 năm 2021, YG Entertainment thông báo chính thức rằng Rosé sẽ ra mắt dự án solo đã được mong chờ rất lâu của cô vào ngày 12 tháng 3, điều này khiến trở thành thành viên thứ hai của Blackpink ra mắt với tư cách nghệ sĩ solo sau "Solo" của Jennie vào tháng 11 năm 2018. Vào ngày kế tiếp, teaser poster mới đã tiết lộ tên bài hát của single chính, "On the Ground", lần đầu tiên. Video teaser đầu tiên của MV "On the Ground" đã được đăng tải vào ngày 7 tháng 3. Vào ngày 8 tháng 3, YG tiết lộ danh sách bài hát của album, xác nhận những đóng góp đầu tiên từ Rosé trên phương diện sáng tác ở cả trong hai bài hát. Vào ngày 9 tháng 3, Teaser thứ hai cho MV bài hát chủ đề đã được đăng tải.

## Danh sách bài hát
| -R- – Bản Tiêu chuẩn | -R- – Bản Tiêu chuẩn | -R- – Bản Tiêu chuẩn                                        | -R- – Bản Tiêu chuẩn                         | -R- – Bản Tiêu chuẩn |
| STT                  | Nhan đề              | Phổ lời                                                     | Phổ nhạc                                     | Thời lượng           |
| -------------------- | -------------------- | ----------------------------------------------------------- | -------------------------------------------- | -------------------- |
| 1.                   | "On the Ground"      | Amy Allen Jon Bellion TEDDY Jorgan Odegard Raúl Cubina Rosé | Jon Bellion TEDDY Jorgan Odegard ojivolta 24 | 2:48                 |
| 2.                   | "Gone"               | 24 Brian Lee                                                | Brian Lee J. Lauryn TEDDY Rosé               | 3:27                 |
| Tổng thời lượng:     | Tổng thời lượng:     | Tổng thời lượng:                                            | Tổng thời lượng:                             | 6:15                 |

| -R- – CD | -R- – CD                  | -R- – CD                                | -R- – CD                          | -R- – CD   |
| STT      | Nhan đề                   | Sáng tác                                | Nhà sản xuất                      | Thời lượng |
| -------- | ------------------------- | --------------------------------------- | --------------------------------- | ---------- |
| 3.       | "On the Ground" (Nhạc cụ) | Allen Bellion Odegard Cubina Teddy Rosé | Bellion ojivolta Odegard Teddy 24 |            |
| 4.       | "Gone" (Nhạc cụ)          | Lee Lauryn Teddy Rosé                   | 24 Lee                            |            |

## Thành tích
Mới đây, công ty giải trí YG Entertainment tiếp tục cập nhật lượng bán album R của Rosé. Theo đó, tính đến 15.3, tổng đơn đặt hàng trước album đã lên đến 404.318 phiên bản đĩa thường (bản tiêu chuẩn), 49.058 phiên bản kit và 52.129 dạng đĩa LP (đĩa than). Tổng cộng, đã có 500.000 bản -R- được đặt hàng trước, giúp Rosé trở thành nữ ca sĩ solo Kpop đầu tiên có một album cán mốc nửa triệu bản đặt hàng trước.
Hôm 8.3, công ty YG Entertainment từng tiết lộ album R của Rosé đã cán mốc 400.000 bản đặt trước. Đây cũng là một kỷ lục mà chưa có giọng ca solo nữ nào đạt được. Chưa kể, lượng đặt mua album đã tăng vọt lên 400.000 chỉ sau 4 ngày công ty cho phép đăng ký đặt hàng trước.
Theo thống kê từ YG Entertainment và các kênh phân phối album, khách đặt hàng mua album R của Rosé không chỉ ở Hàn Quốc mà còn đến từ nhiều khu vực khác như Trung Quốc, Đông Nam Á, Mỹ, Nhật Bản, châu Âu...
Tính đến trưa 16.3, ca khúc On the Ground của Rosé không chỉ vươn lên đứng đầu nhiều bảng xếp hạng âm nhạc tại Hàn Quốc mà còn chiếm vị trí đầu tiên trên bảng xếp hạng iTunes ở nhiều nước như Mỹ, Canada, Brazil, Mexico, Chile, Tây Ban Nha, Pháp, Hy Lạp, Bồ Đào Nha, Thổ Nhĩ Kỳ, Thái Lan, Việt Nam...
Sau 7 ngày, 15 giờ và 51 phút, MV On the Ground của Rosé đã chính thức cán mốc 100 triệu view phá vỡ kỉ lục mà người chị em cùng nhóm Jennie đã thiết lập cùng Solo năm 2018.

## Bảng xếp hạng
| Bảng xếp hạng (2021)  | Vị trí xếp hạng cao nhất |
| --------------------- | ------------------------ |
| Hàn Quốc Album (Gaon) | 2                        |

| Bảng xếp hạng (2021)  | Vị trí xếp hạng cao nhất |
| --------------------- | ------------------------ |
| Hàn Quốc Album (Gaon) | 3                        |

1. ↑  Phiên bản đĩa cứng và kit của "R" đạt vị trí lần lượt là 3 và 12, khi gộp tính cả hai lại với nhau, thì đạt vị trí thứ 2 trên bảng xếp hạng

## Chứng nhận và doanh thu
| Quốc gia   | Chứng nhận | Số đơn vị/doanh số chứng nhận |
| ---------- | ---------- | ----------------------------- |
| Trung Quốc | —          | 1,614,070                     |
| Hàn Quốc   | Bạch kim   | 562,853                       |

## Release history
| Khu vực  | Ngày                | Định dạng                  | Hãng          | Ref.   |
| -------- | ------------------- | -------------------------- | ------------- | ------ |
| Toàn cầu | 12 tháng 3 năm 2021 | Digital download streaming | YG Interscope | [ 19 ] |
| Toàn cầu | 16 tháng 3 năm 2021 | CD                         | YG Interscope | [ 20 ] |
| Hàn Quốc | 19 tháng 4 năm 2021 | Vinyl                      | YG Interscope | [ 21 ] |